# Hans Stammreich
Hans Stammreich (* 16. Juli 1902 in Remscheid; † 6. März 1969 in São Paulo, Brasilien) war ein brasilianischer Chemiker deutscher Herkunft. Stammreich war ein Pionier der Molekülspektroskopie und der Ramanspektroskopie.

## Leben

### Deutschland bis 1933
Stammreich legte 1920 sein Abitur in Remscheid ab und studierte anschließend Chemie, Physik und Physikalische Chemie in Heidelberg und Berlin. 1924 promovierte er an der TU Berlin.
Von 1924 bis 1927 war Stammreich Assistent von Adolf Miethe im Laboratorium für Photochemie der TU Berlin, anschließend Oberassistent bei E. Lehmann. 1930 wurde er Leiter der Sektion „Spektroskopie und Spektralanalyse“ an der TU, und begann seine Habilitation. Am 4. April 1933 wurde ihm vom „Nationalsozialistischen Aktionskommittee der TU Berlin“ schriftlich untersagt, die Universität weiterhin zu betreten, aufgrund des „Verdachtes, dass Sie Nichtarier sind“ (Zitat Brief).

### Emigrant in Paris, Palästina und Iran 1933 bis 1940
Stammreich ging zunächst nach Paris, wo er aufgrund einer Empfehlung von Albert Einstein bei Langevin und Fabry an der Sorbonne arbeiten konnte. Dort blieb er zunächst bis 1935. Neben seiner umfangreichen wissenschaftlichen Tätigkeit hatte Stammreich dort unter anderem Kontakt zu Albert Einstein, Arthur Koestler und Lion Feuchtwanger. 1935 ging das Ehepaar Stammreich aufgrund eines Empfehlungsschreibens von Albert Einstein zunächst nach Palästina, ging aber kurze Zeit später nach Teheran, wo Stammreich eine Einladung zum Aufbau einer naturwissenschaftlichen Fakultät an der Universität erhalten hatte. Aufgrund der schlechten Arbeitsbedingungen im damaligen Persien kehrte Stammreich 1936 wieder nach Paris zurück.
1940 erhielten die Stammreichs ein Visum für Brasilien. Während Ehefrau Charlotte direkt nach Brasilien ausreisen konnte, wurde Hans Stammreich in Casablanca festgehalten, wo es ihm schließlich unter abenteuerlichen Umständen gelang, ins neutrale Portugal zu entkommen, von wo er die Reise nach Brasilien fortsetzen konnte.

### Tätigkeit in Brasilien ab 1940
Stammreich arbeitete zunächst in einer Firma für Gasentladungslampen, bekam dann aber 1945 einen Ruf an die neu errichtete Universität von Sao Paulo, wo er 1947 einen Lehrstuhl übernahm. Er forschte schon bald wieder auf dem Gebiet der Spektroskopie, wo ihm u. a. 1956 als Erster gelang, Raman-Spektren mit Heliumlampen zu erzeugen.
Stammreich starb am 6. März 1969 infolge eines Herzinfarkts in Sao Paulo.

## Leistungen
Stammreich gelangen zahlreiche bahnbrechende Arbeiten auf dem Gebiet der Physikalischen Chemie und der Molekülspektroskopie, insbesondere der Ramanspektroskopie. Eine detaillierte Übersicht bieten der unten verlinkte Artikel von Schrader und Otto aus dem Bunsenmagazin und die „neglected Science“ Website über Stammreich.